# École de commerce estonienne
L'école de commerce estonienne (en anglais : Estonian Business School, sigle EBS) est une université privée basée à Tallinn, en Estonie.

## Présentation
L'Estonian Business School est la plus ancienne université privée des pays baltes et propose un enseignement commercial en anglais.
Environ 1 500 étudiants étudient actuellement à l'EBS et l'école a des partenariats avec plus de 70 universités en Europe, en Amérique, en Australie et en Asie.
Tous les programmes de licence, de master et de doctorat d'EBS sont accrédités par le Ministère de l'Éducation et la Recherche d'Estonie.
EBS est accréditée au niveau international par la Central and East European Management Development Association (en) (CEEMAN).

## Classement
Dans la liste Eduniversal (en), l'Estonian Business School a été classée depuis 2016 dans le groupe de quatre palmes (sur une échelle de 1 à 5), ce qui signifie qu'elle est classée parmi les 300 meilleures écoles de commerce au monde, et qu'elle a «un impact international significatif».

## EBS Tallinn
Les études se concentrent sur le commerce international.
Il est possible d'étudier en estonien et en anglais.
L'EBS propose un enseignement en présentiel à temps plein et un enseignement à distance.

## EBS d'Helsinki
Depuis 2011, EBS a un établissement à Helsinki en Finlande.
Les installations d'EBS sont situées sur le campus moderne de Technopolis à Ruoholahti.